# عین العوده
عین العوده (به فرانسوی: Ain El Aouda) یک منطقهٔ مسکونی در مراکش است که در منطقه الرباط سلا القنیطره واقع شده‌است. عین العوده ۲۵٬۱۰۵ نفر جمعیت دارد.